# App experimental do Google Glass para o aleitamento materno

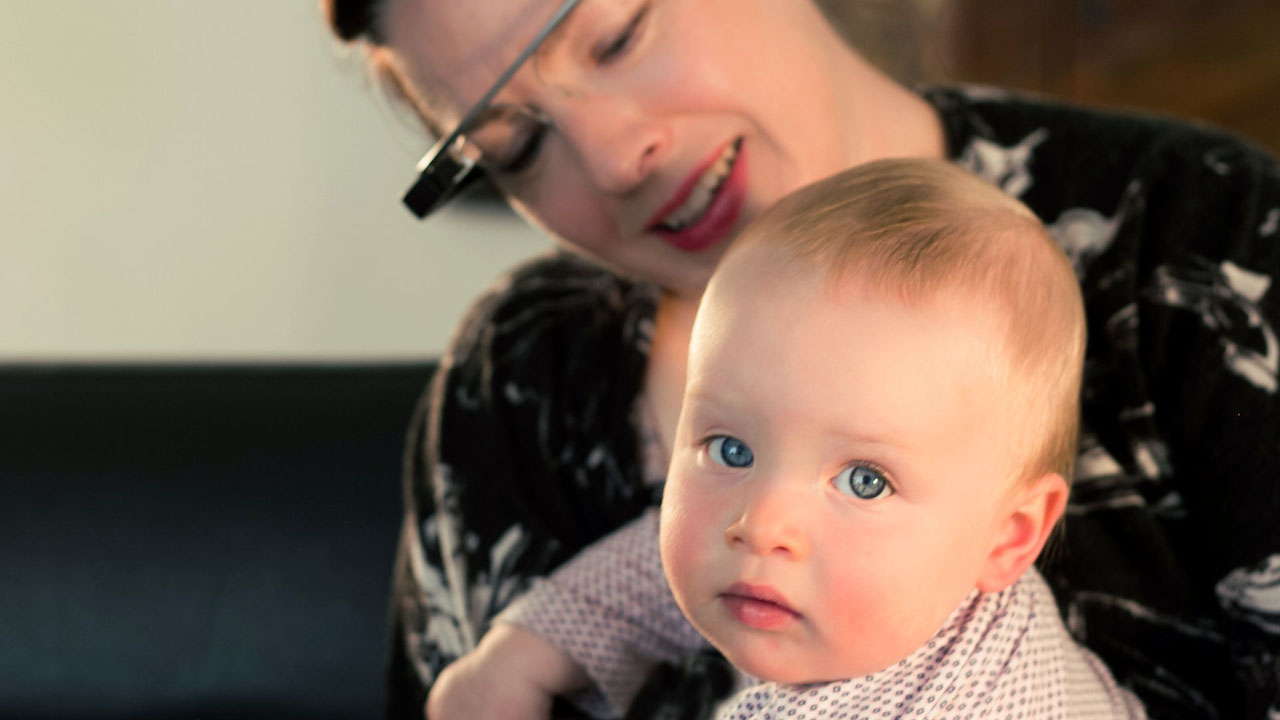
Baby Eve com Georgia no Projeto de aleitamento materno

O App experimental do Google Glass para o aleitamento materno iniciou-se na Austrália em 1 de março de 2014, usando um tipo de tecnologia portátil, o Google Glass, para oferecer informação em seu portal, vídeos informativos e dar assistência online a mulheres que necessitem dar ou queiram saber mais sobre o aleitamento materno.